# Shōi Yoshinaga
Shōi Yoshinaga (japanisch 吉永 昇偉 Yoshinaga Shōi; * 18. April 2000 in der Präfektur Saitama) ist ein japanischer Fußballspieler.

## Karriere
Yoshinaga erlernte das Fußballspielen in der Jugendmannschaft von Ōmiya Ardija, wo er im Februar 2019 auch seinen ersten Profivertrag unterschrieb. Der Verein aus Ōmiya-ku spielte in der zweiten japanischen Liga, der J2 League. Die Saison 2021 wurde er vom Ligakonkurrenten Thespakusatsu Gunma ausgeliehen. Für den Zweitligisten aus Kusatsu absolvierte er 21 Ligaspiele. Nach der Ausleihe kehrte er im Januar 2022 zu Omiya Ardija zurück. 2022 bestritt er für Ōmiya Ardija elf Zweitligaspiele. Zu Beginn der Saison 2023 wechselte er auf Leihbasis nach Matsuyama zum Drittligisten Ehime FC. Hier bestritt er acht Ligaspiele. Nach der Ausleihe kehrte er zu Omiya zurück. Hier wurde sein Vertrag jedoch nicht verlängert. Der Drittligist Tegevajaro Miyazaki nahm ihn im Februar 2024 unter Vertrag. Nach acht Ligaspielen wechselte er im Juni 2025 auf Leihbasis zum Shibuya City FC. Der Verein spielt in der sechsten Liga, der Kanto Soccer League (Div.2).